# Việt Hùng (phường)
Việt Hùng là một phường thuộc thị xã Quế Võ, tỉnh Bắc Ninh, Việt Nam.

## Địa lý
Phường nằm ở trung tâm thị xã Quế Võ, có vị trí địa lý:
- Phía đông giáp phường Phù Lương
- Phía tây giáp phường Phố Mới
- Phía nam giáp phường Bồng Lai và phường Cách Bi
- Phía bắc giáp phường Bằng An và phường Quế Tân.

Phường có diện tích 7,92 km², dân số năm 2022 là 13.516 người, mật độ dân số đạt 1.706 người/km².

## Hành chính
Phường Việt Hùng gồm có các khu dân cư là: Nghiêm Xá, Lợ, Can Vũ, Lựa, Guột.

## Lịch sử
Trước đây, Việt Hùng là một xã thuộc huyện Quế Võ.
Ngày 7 tháng 10 năm 1995, Chính phủ ban hành Nghị định số 58-CP. Theo đó, thành lập thị trấn Phố Mới, thị trấn huyện lỵ huyện Quế Võ trên cơ sở 77 ha diện tích đất tự nhiên và 1.863 người của xã Việt Hùng, 197 ha diện tích đất tự nhiên và 2.469 người của xã Phượng Mao.
Sau khi điều chỉnh địa giới hành chính, xã Việt Hùng còn lại 830 ha diện tích tự nhiên và 8.416 người.
Ngày 13 tháng 2 năm 2023, Ủy ban Thường vụ Quốc hội ban hành Nghị quyết số 723/NQ-UBTVQH15 (nghị quyết có hiệu lực từ ngày 10 tháng 4 năm 2023). Theo đó, thành lập thị xã Quế Võ và thành lập phường Việt Hùng thuộc thị xã Quế Võ trên cơ sở toàn bộ 7,92 km² diện tích tự nhiên, 13.516 người của xã Việt Hùng.

## Văn hóa

### Di tích
Phường Việt Hùng có 7 di tích trong đó có 2 di tích cấp quốc gia là miếu Đại Trung và chùa Nghiêm Xá. Hai di tích này đã được Bộ văn hóa thông tin xếp hạng lần lượt vào các năm 1992 và năm 1994.

## Giao thông
Phường Việt Hùng có hệ thống giao thông thuận lợi. Các tuyến, hệ thống giao thông đi qua xã:
- Quốc lộ 18: đi Nội Bài, Yên Phong, thành phố Bắc Ninh, Phố Mới, Phả Lại, Sao Đỏ, Đông Triều, Mạo Khê, Uông Bí, Biểu Nghi, Hạ Long...
- Hệ thống xe buýt: BN02, BN86.

## Kinh tế
Phường Việt Hùng phát triển cả về nông nghiệp, công nghiệp và dịch vụ. Về nông nghiệp là trồng lúa, rau màu, sen, chăn nuôi nhỏ; đáng chú ý là cây khoai tây được trồng vào vụ đông. Khoai tây ở đây là một trong những sản phẩm đã được đăng ký OCOP của tỉnh. Về công nghiệp, phường có khu công nghiệp Quế Võ 3 đang được lấp đầy dần tạo việc làm cho con em địa phương. Nhưng thực tế là một phần lớn lao động trẻ của phường lại làm việc tại khu công nghiệp Quế Võ ở phường Phương Liễu và thành phố Bắc Ninh. Nhóm dịch vụ phát triển ở ven quốc lộ 18 như kinh doanh hàng gia dụng, xây dựng, cơ khí nhỏ...